# Plewnia
Plewnia [ˈplɛvɲUn] es un pueblo ubicado en el distrito administrativo (gmina) de Ceków-Kolonia, distrito de Kalisz, voivodato de Gran Polonia, Polonia.  Según el censo de 2011, tiene una población de 178 habitantes.
Está ubicada aproximadamente a 21 kilómetros al noreste de Kalisz y a 111 kilómetros al sureste de la capital regional, Poznan.